# Función identidad
En matemáticas, una función identidad es una función matemática, de un conjunto M a sí mismo, que devuelve su propio largo. En notación matemática:
{\displaystyle {\begin{array}{rccl}{\text{id}}_{M}:&M&\longrightarrow &M\\&m&\mapsto &n={\text{id}}_{M}(m)=m\end{array}}}

## Ejemplos
La función identidad de números reales puede describirse de la forma siguiente:
{\displaystyle {\begin{array}{rccl}{\text{id}}_{\mathbb {R} }:&\mathbb {R} &\longrightarrow &\mathbb {R} \\&x&\mapsto &y={\text{id}}_{\mathbb {R} }(x)=x\end{array}}}
La función real {\displaystyle {\text{id}}_{\mathbb {R} }:\mathbb {R} \longrightarrow \mathbb {R} } tiene como representación gráfica en coordenadas cartesianas la línea recta que cruza el origen subiendo en un ángulo de 45° hacia la derecha.
La función identidad en el conjunto {\displaystyle M=\left\{0,1\right\}} es la doble negación, expresada por {\displaystyle \not \neg x}
Además, para cualquier otra función {\displaystyle f:M\longrightarrow N}se satisfacen las siguientes reglas de composición:
{\displaystyle f\circ {\text{id}}_{M}=f,\;\;{\text{id}}_{N}\circ f=f}